# Burgessochaeta
Burgessochaeta é um gênero extinto de anelídeos do período Cambriano. Fósseis desse gênero foram encontrados em abundância no Folhelho Burgess e na Inglaterra.

## Descrição
Os exemplares de Burgessochaeta possuíam entre 1.8cm e 4.9cm de comprimento, e possivelmente ele possuía tentáculos que o permitiam se locomover na água.
O paleontólogo Walcott pensou que Burgessochaeta era uma espécie de Canadia, porém estudos posteriores descartaram a ideia.